# Thapsia snelli
Thapsia snelli é uma espécie de gastrópode da família Helicarionidae.
É endémica de Maurícia.